# Malcolm Young
Malcolm Mitchell Young, škotsko-avstralski pevec in kitarist, * 6. januar 1953, Glasgow, Škotska, † 18. november 2017.
Young je ustanovni član avstralske glasbene skupine AC/DC.
Leta 2014 je zapustil skupino zaradi bolezni.